# Naples, Texas
Naples är en ort i Morris County i delstaten Texas, USA.